# Sparassis brevipes
Sparassis brevipes (Julius Vincenz von Krombholz, 1834), sin. Sparassis laminosa (Elias Magnus Fries, 1836), din încrengătura Basidiomycota în familia Sparassidaceae și de genul Sparassis, denumită în popor (tot așa ca „gemenul” ei Sparassis crispa) creasta cocoșului, crețușcă sau crețișoare, este un fitoparazit, o ciupercă parazitară care atacă rădăcinile arborilor comestibilă. În România, Basarabia și Bucovina de Nord se dezvoltă în păduri de conifere, mixte sau foioase, preferat sub brazi argintii (rar sub molizi) respectiv pe lângă stejari, dar și carpeni, chiar și prin tufișuri. Timpul apariției este din august până în octombrie (noiembrie). Provoacă putregaiul roșu al lemnului. Aceste ciuperci nu se găsesc foarte des, dar apar mereu în același loc. Specia crește pe toate continentele (în afară de Antarctică).

## Taxonomie
Buretele a fost descris mai întâi de medicul și micologul austriac Julius Vincenz von Krombholz sub denumirea Sparassis brevipes, de verificat în lucrarea sa Naturgetreue Abbildungen und Beschreibungen der essbaren, schädlichen und verdächtigen Schwämme din 1834.
Doi ani mai târziu, în 1836, faimosul savant suedez Elias Magnus Fries a denumit o specie Sparassis laminosa în cartea sa Anteckningar öfver de i Sverige växande ätliga Svampar.
De atunci micologii s-au certat și se mai ceartă până în prezent (2018):
Au fost micologi care au văzut două specii independente. Ceilalți, de exemplu [Lucien Quélet|Quél.]] (1888) și Otto Kuntze (1891) s-au ținut la încercările lor de redenumire de Fries, pentru că a fost probabil mai renumit în ochii lor. Cel puțin această problemă a fost rezolvată, deci, conform regulilor internaționale, numele binomial corect se trage mereu din cea mai veche publicație, adică aici de cea a lui Krombholz. 
Dar Index Fungorum, pentru lung timp apărător al teoriei unei specii, a deschis din nou discuția, declarând deodată independența celor două specii. V-om vedea.

## Descriere

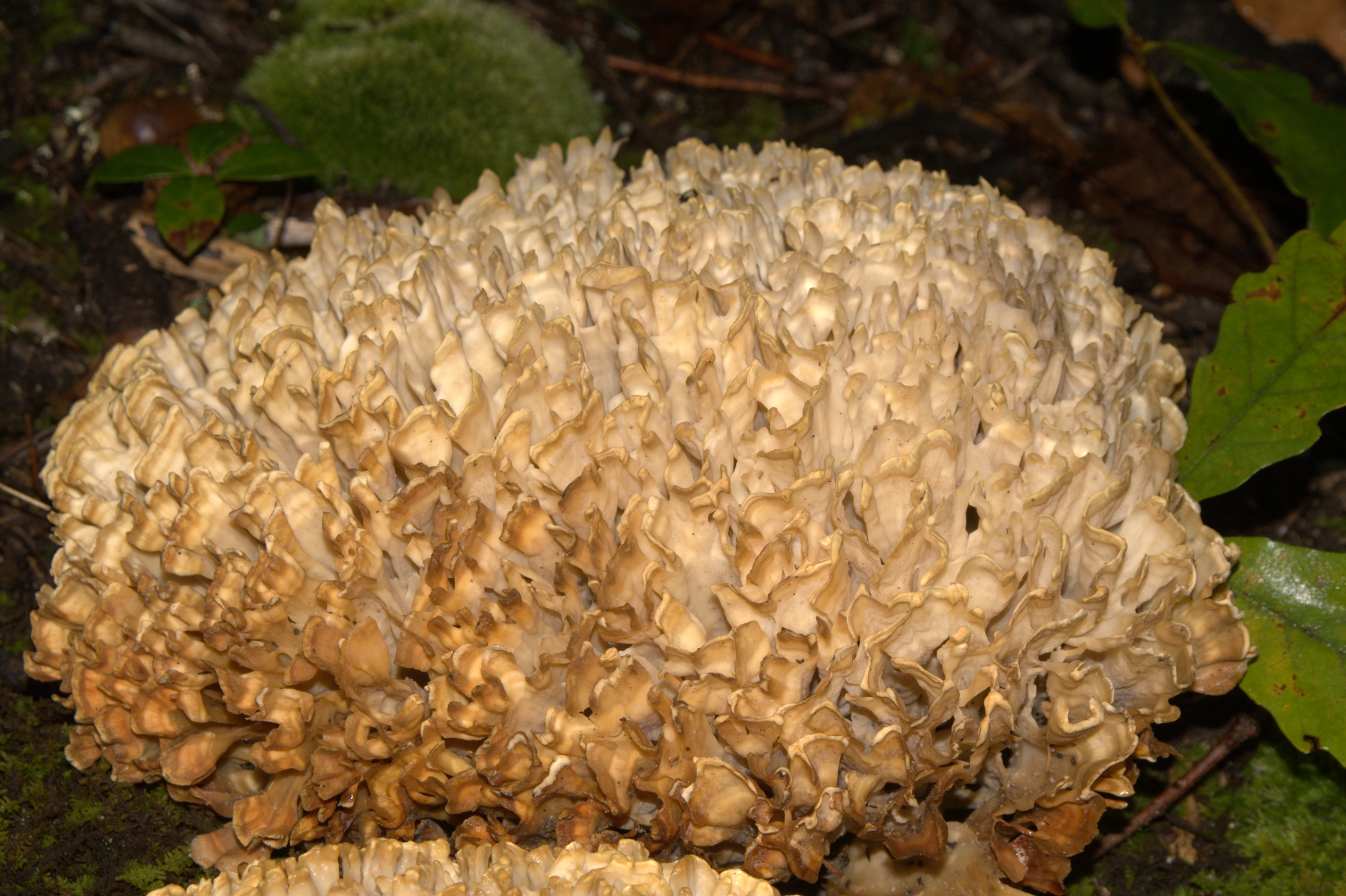
Sp. brevipes matură

- Corpul fructifer:  are un diametru de 10-40 cm, format dintr-o mulțime de fâșii foarte largi, regulate, în formă de panglică, cum ar fi frunze cu margine netedă și flască, arătând în sus spre vârf. Ele sunt acoperite pe ambele părți cu stratul himenal. Culoarea este galbenă ca paie, căpătând la bătrânețe margini brune.
- Piciorul: partea vizibilă de culoare brună este scurtă, boantă, globuloasă și de consistență fibroasă. Dar piciorul se înfige adânc în pământ, ramificând-se puternic și terminând în încrucișări cărnoase, turtite și îndoite, dense precum zburlite și sinuate. Ele penetrează rădăcinile de arbor, exploatând sucul acelora.
- Carnea: este elastică, cea a picioruluimai fibroasă, asemănătoare cauciucului și mai puțin savuroasă. Buretele are un miros amintind de zbârciogi cu gust de alună. Bătrân miroase rășinos.

- Caracteristici microscopice: are spori ovoidali, hialini (translucizi), netezi și albi, având o mărime de 4,5-6 x 3,5-4,5 microni. [3][4]

Există o variabilitate cu bordură mai închisă la care și piciorul este de galben deschis, din loc în loc pătat cu roșcat sau brun.
Cu toate că Sparassis laminosa este de mare asemănare cu Sparassis crispa, ea reprezintă o specie proprie.

## Confuzii
Dacă s-ar lua seama de lățimea fâșiilor precum mărimea speciei, o confundare ar fi destul de grea cu excepția suratei tare asemănătoare și de asemenea bine gustoase Sparassis crispa. Totuși se întâmplă, anume cu ciuperci de genul Ramaria, aici cu otrăvitoarele Ramaria formosa sau Ramaria mairei sin. Ramaria pallida (ambele cauzând simptome de natură gastrointestinală care includ greață și vărsături), cu câteva necomestibilele ca de exemplu Ramaria stricta sau Ramaria flavoides precum cu soiuri comestibile ca Ramaria aurea, Ramaria botrytis, (cea mai gustoasă),, Ramaria flava și Ramaria rufescens sin. Clavaria rufescens (toate de consumat numai în stadiu tânăr).

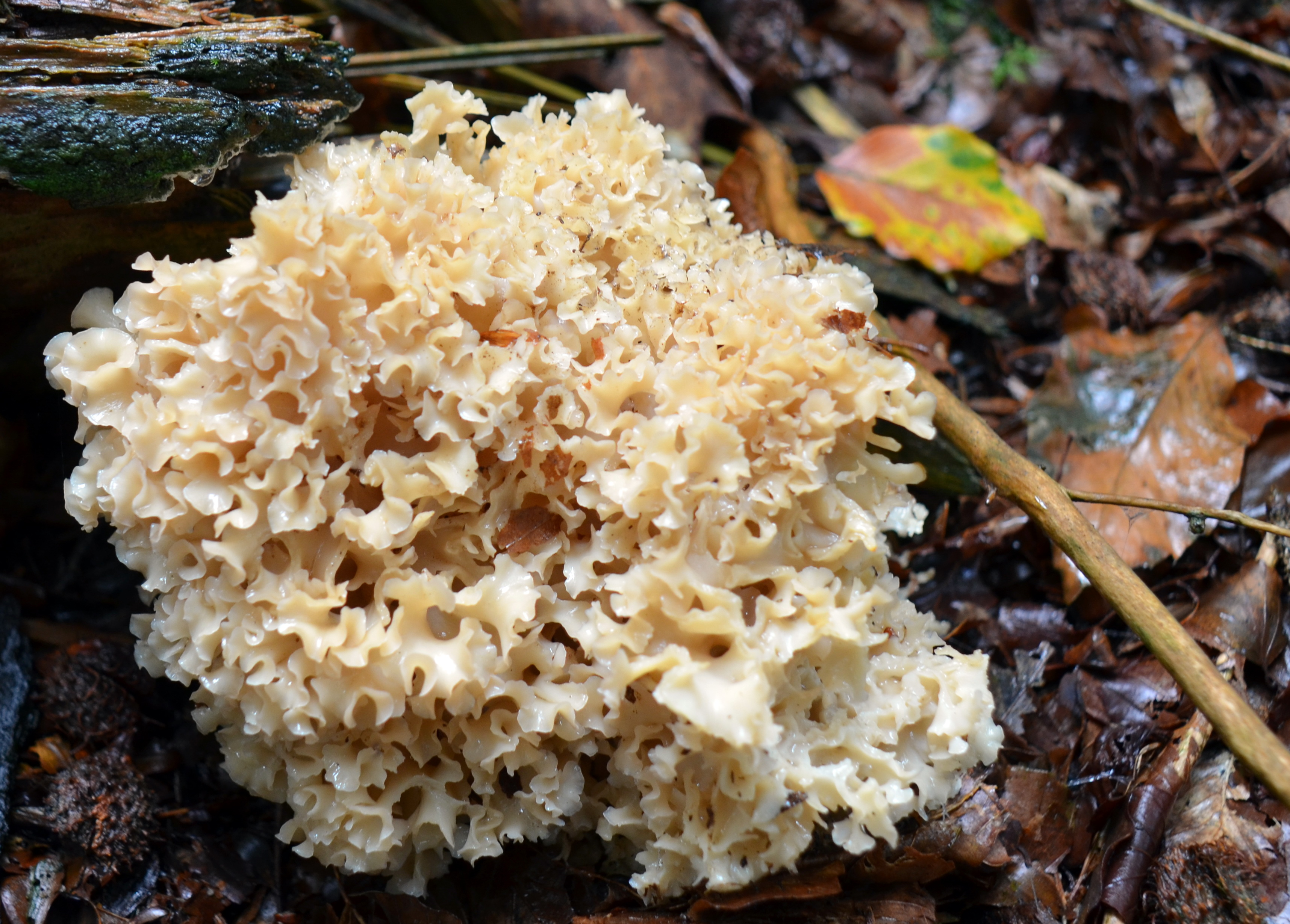
Sparassis crispa
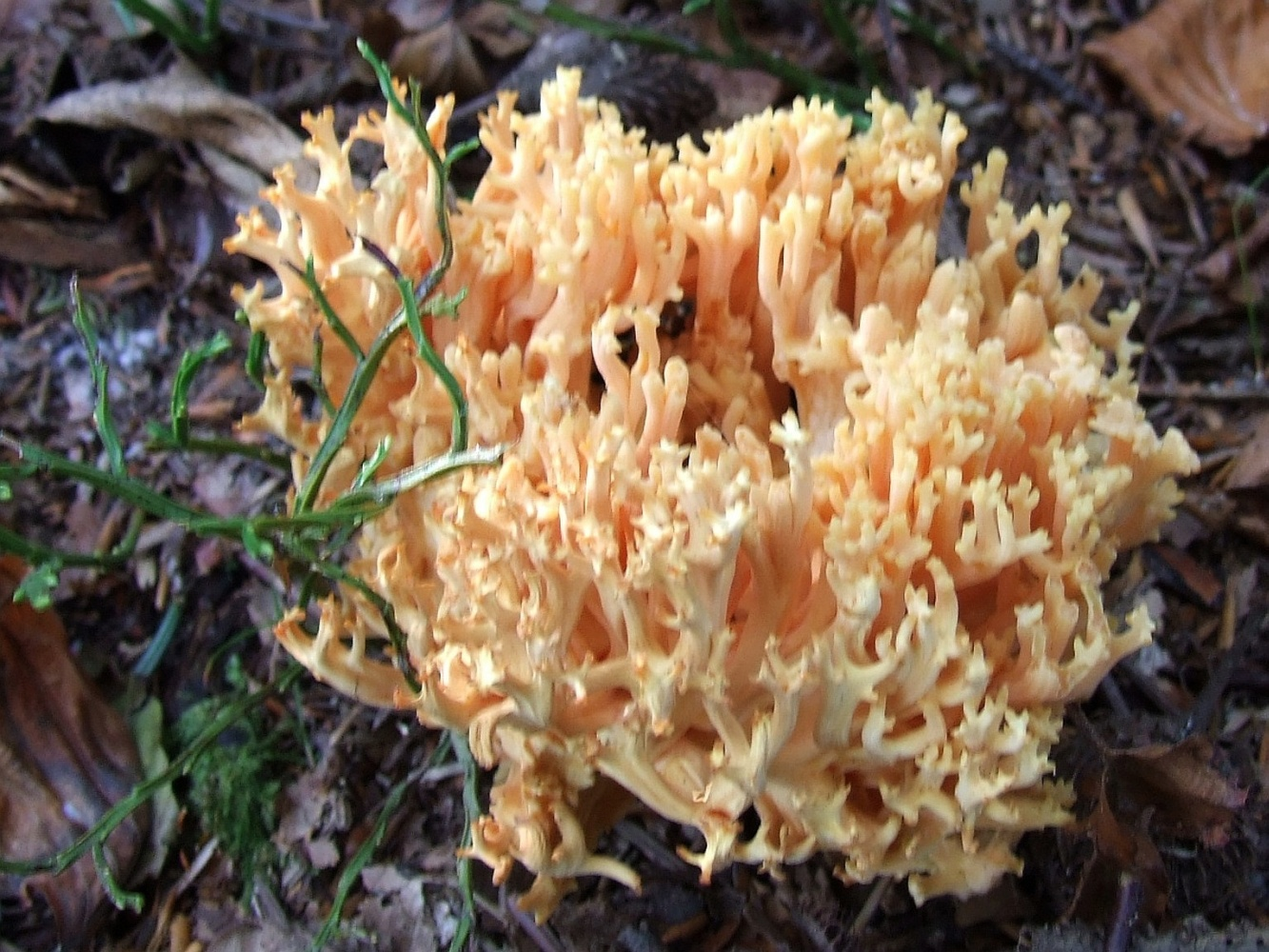
!!  Ramaria formosa !!
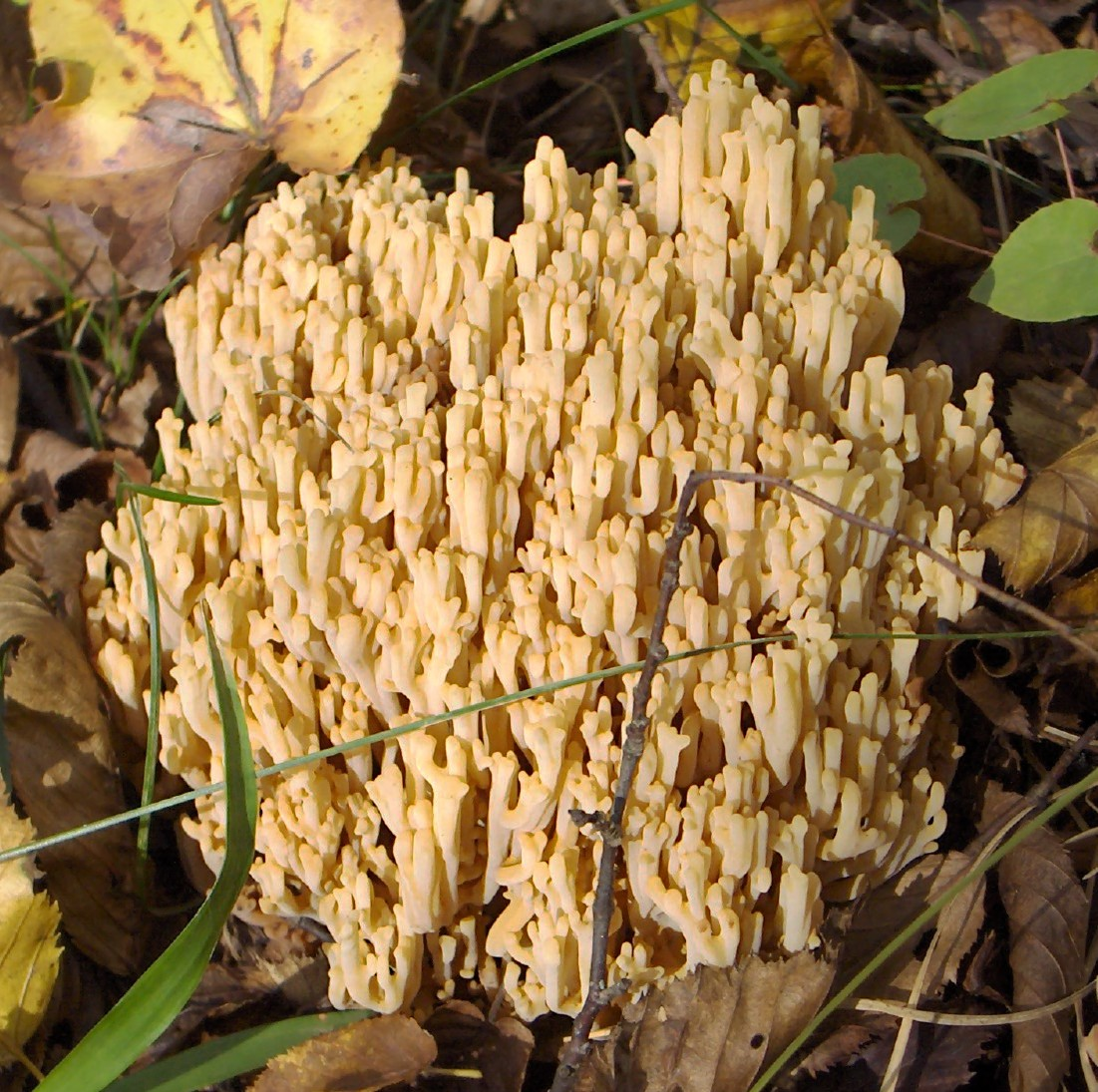
!!  Ramaria pallida !!
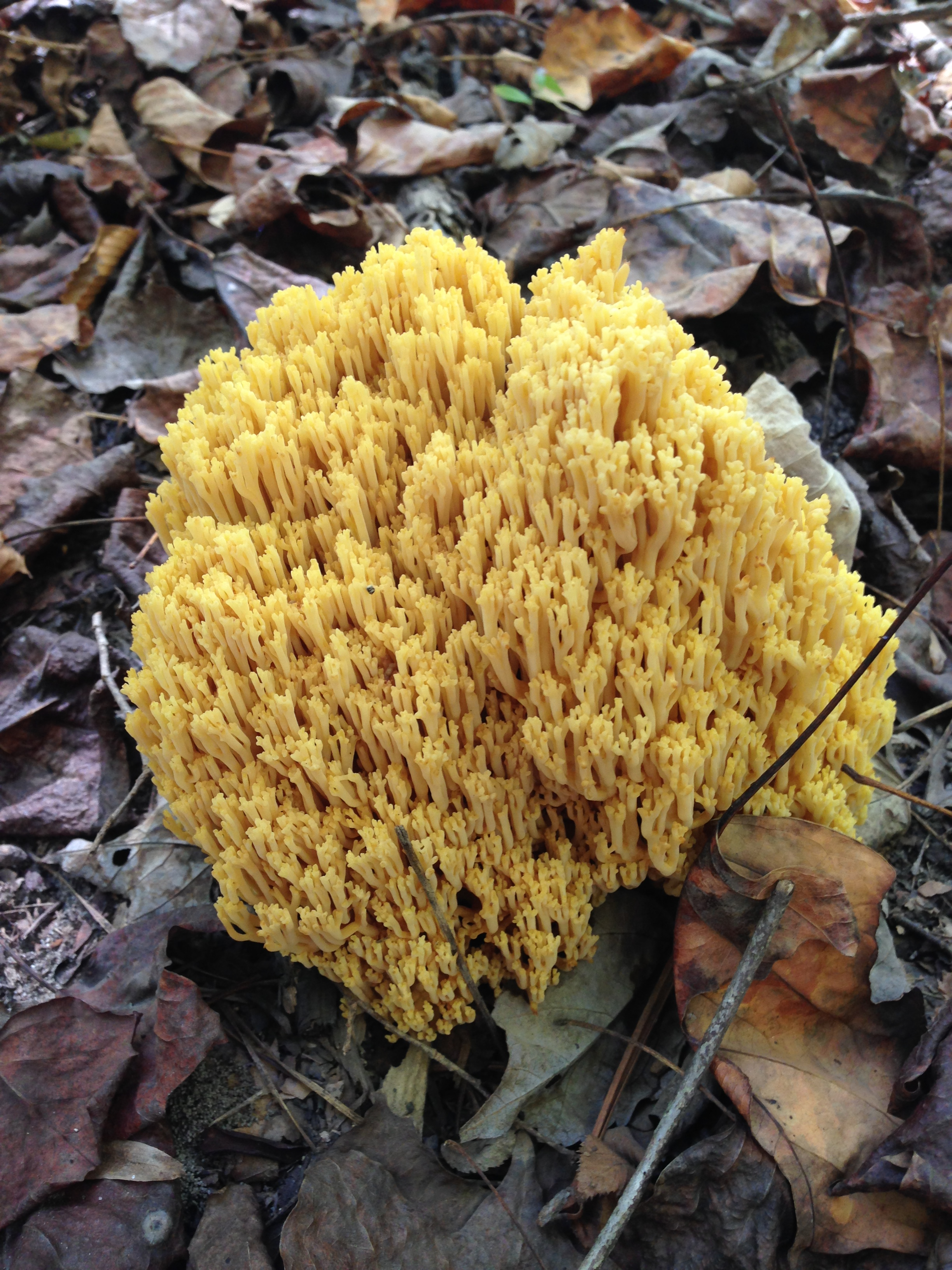
!  Ramaria flavoides !
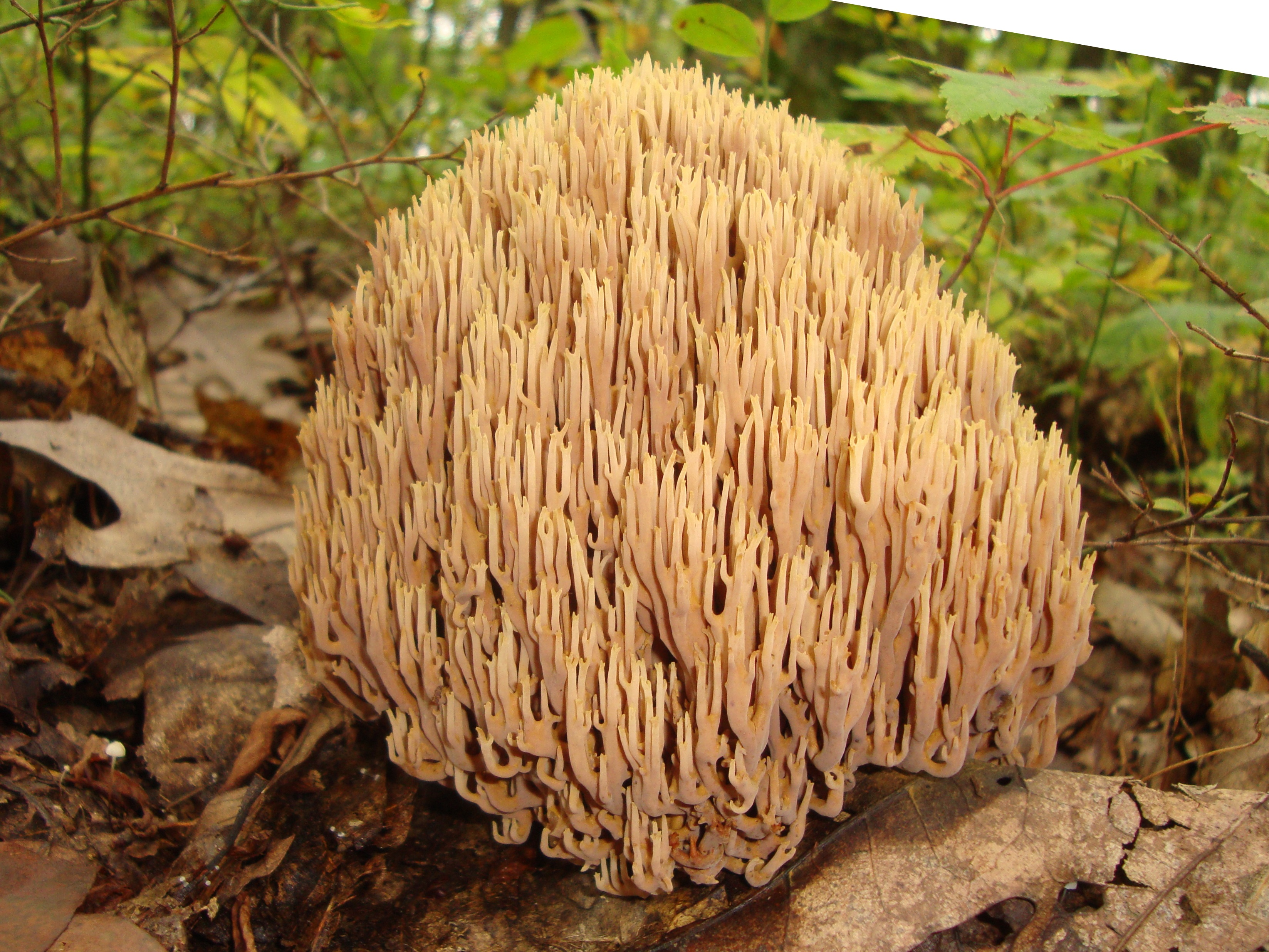
!  Ramaria stricta !
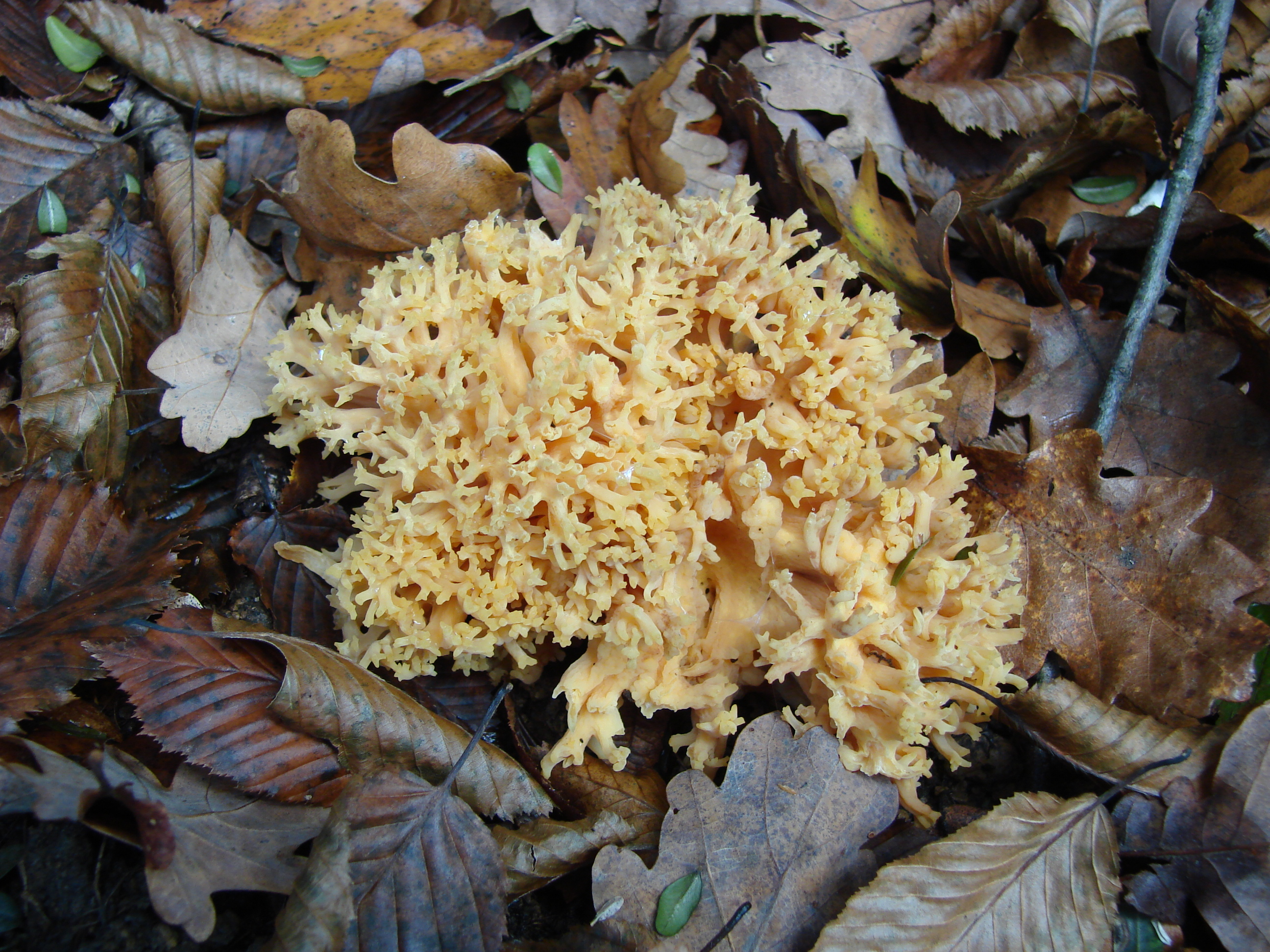
Ramaria aurea
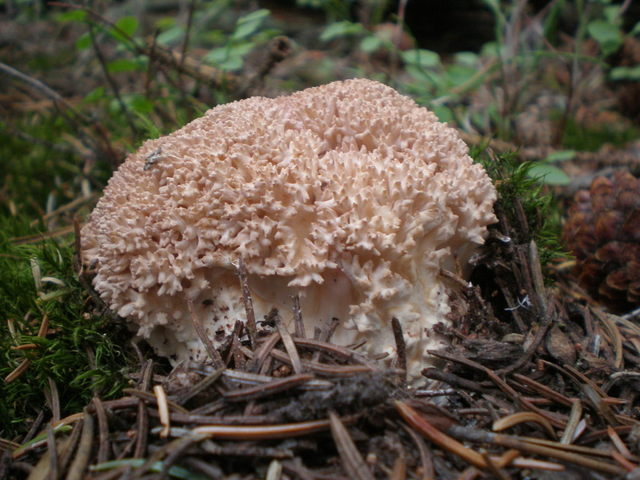
Ramaria botrytis
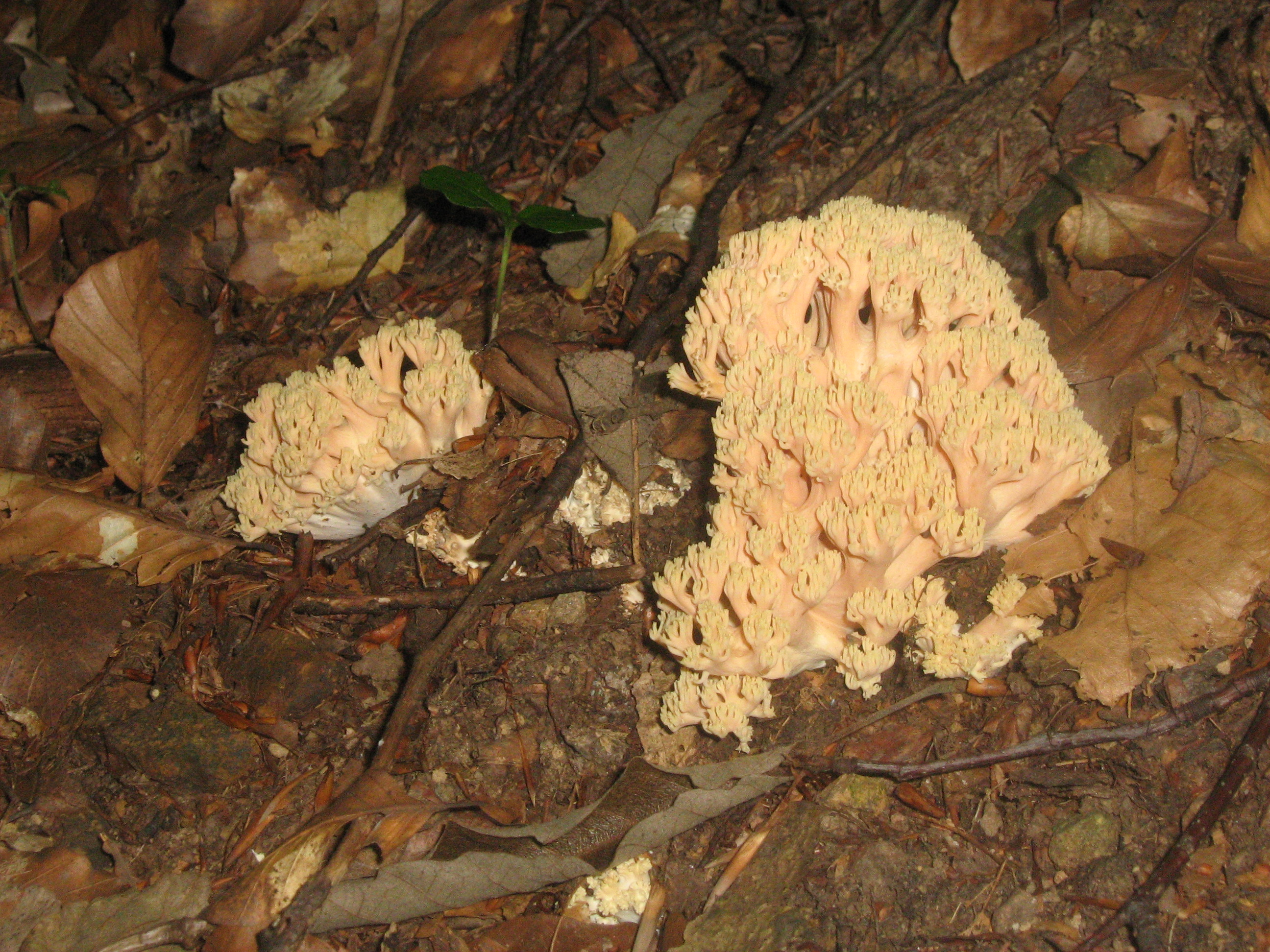
Ramaria flava
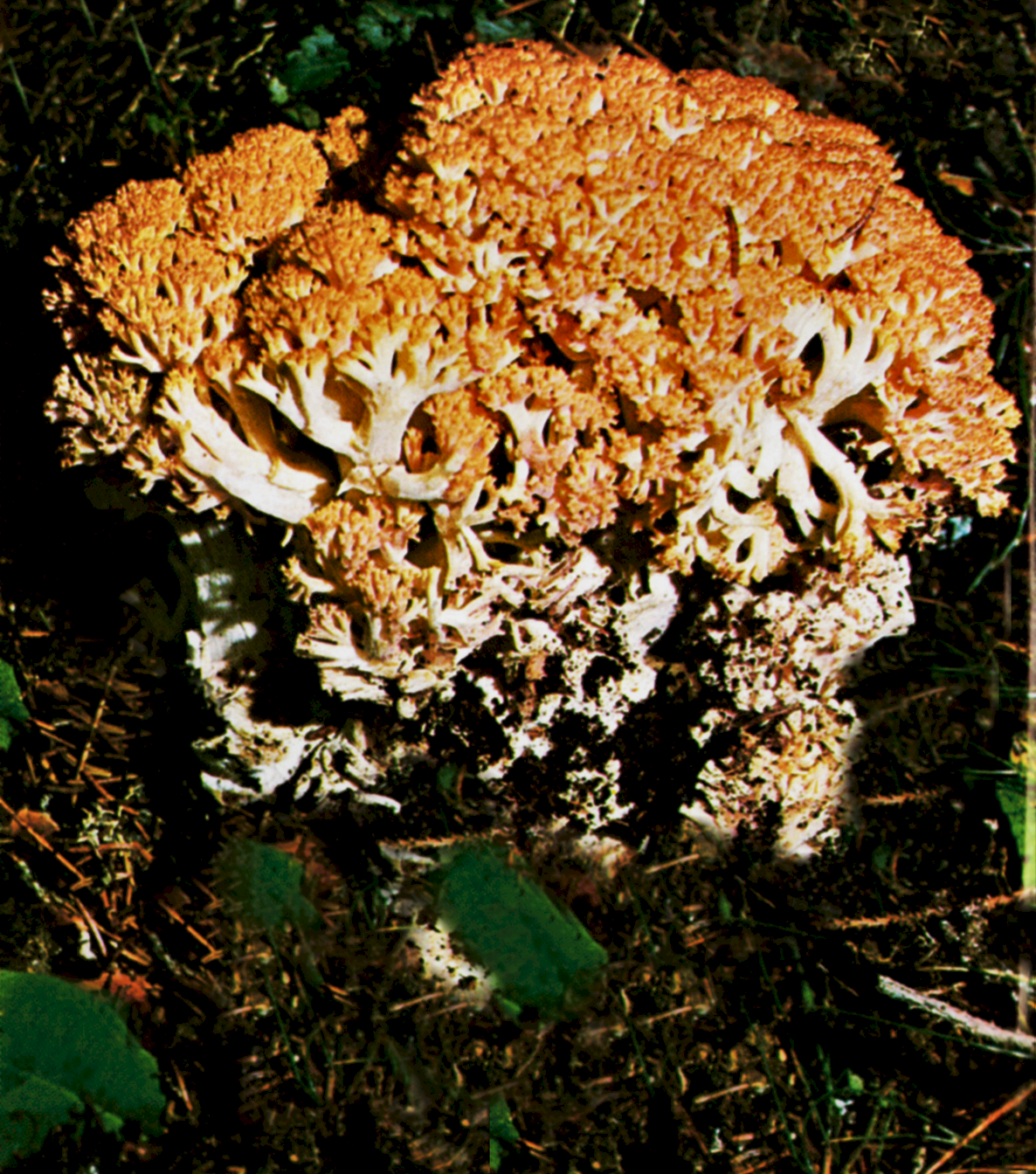
Ramaria rufescens

## Valorificare

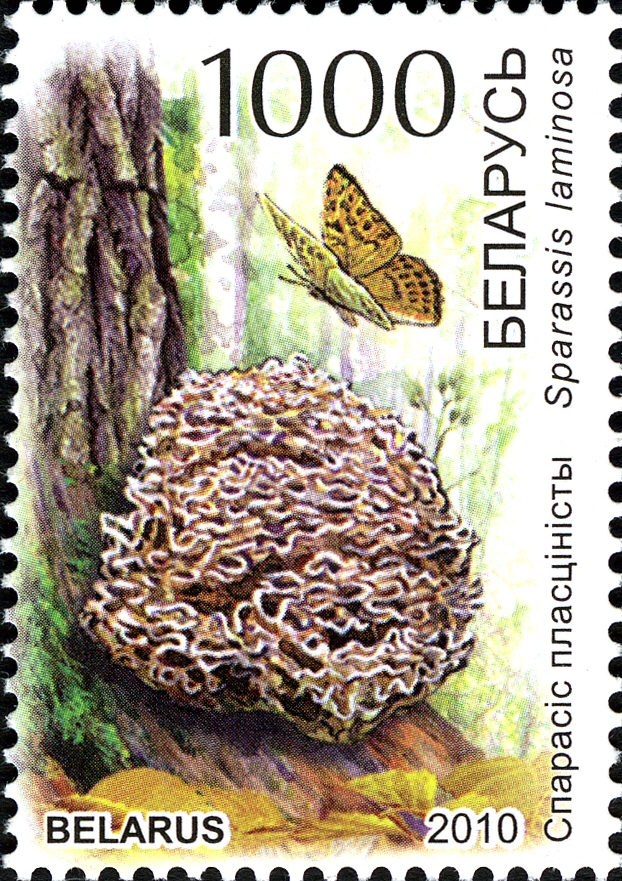
Crețușcă

Din Sparassis laminosa se pot pregătii multe feluri de mâncare, ca Șnițel vienez, Șnițel à la parisienne, ciulama, piftie, învelită în slănină la cuptor precum adăugată la creier de porc sau vițel, tăiței precum macaroane. De asemenea, creasta cocoșului poate fi uscată.
Pentru a savura ciupercile fără complicații, trebuie dat neapărat atenție:
- Buretele este de spălat mai multe ori în apă caldă, pentru a îndepărta murdăriri, nisip și insecte.
- Exemplare bătrâne devin vâscoase, amare și incomestibile.
- Pârți brunate sau apoase trebuie îndepărtate, pentru că dăunează sănătății, provocând simptome tari de natură gastrointestinală.